# 비루니

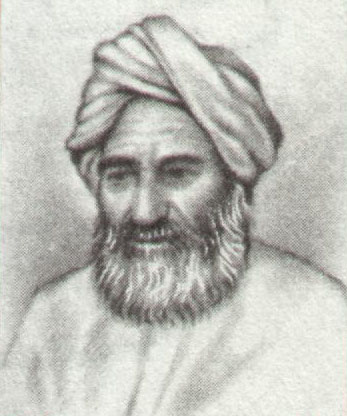

아부 라이한 알 비루니(Abū al-Rayḥān Muḥammad ibn Aḥmad al-Bīrūnī, 973년 9월 4일 ~ 1048년 12월 13일)는 11세기의 이슬람교도인 페르시아 학자이자 박식가였다. 그는 중세 이슬람 시대의 가장 위대한 학자 가운데 하나로 여겨지며 수학, 천문학, 물리학, 자연과학에 능통하고 그 자신을 역사학자, 연대학자, 언어학자로 구별하기도 했다. 그는 지질학과 더불어 지구과학에도 중대한 기여를 하였기에 측지학의 아버지로 불리기도 한다.

## 추가 문헌
- Gomez, A. G. (2010). “Biruni's Measurement of the Earth” (PDF). 《Journal of Scientific and Mathematical Research》.[깨진 링크(과거 내용 찾기)]